# Schronisko księcia Liechtensteina na Śnieżniku
Schronisko księcia Liechtensteina (niem. Fürst Johann Liechtenstein Schutzhaus, Liechtensteinschutzhaus, czes. Liechtensteinova bouda) – nieistniejący obiekt znajdujący się w przeszłości po czeskiej stronie Śnieżnika, poniżej szczytu.

## Historia

### Początki schroniska
Pomysł wybudowania schroniska zaproponowała sekcja Staré Město pod Sněžníkem organizacji Morawsko-Śląskiego Sudeckiego Towarzystwa Górskiego (Mährisch-Schlesischer Sudetengebirgsverein). Pomysłodawcą był Gustav Baldermann, długoletni członek zarządu sekcji, a pracami kierował prezes sekcji Alois Bulla przy wsparciu leśniczego Eduarda Letfußa ze wsi Stříbrnice. Teren należał do księcia Jana Liechtensteina (Johann II Liechtenstein), więc najpierw uzyskano zgodę administracji dóbr, a w 1908 położono kamień węgielny. W tym też czasie podjęto decyzję o nazwaniu schroniska imieniem księcia Jana, w podziękowaniu za jego działalność dobroczynną dla MSSGV.
Obiekt zaprojektował inżynier Wojtek, a wykonała firma Robert Winter z Šumperku. Schronisko miało być drewniane i podpiwniczone z miejscami noclegowymi na 60–70 osób. Na parterze miały znajdować się dwie małe jadalnie, kuchnia z rożnem, mieszkanie gospodarza i suszarnia, na pierwszym piętrze 11 pokoi, a na poddaszu sypialnie zbiorowe. Obok powstała szopa, w trakcie budowy służąca jako mieszkanie dla robotników, a po jej zakończeniu jako budynek gospodarczy. Wodę do schroniska dostarczał wodociąg z odległego o 200 metrów źródła Morawy.
Książę Johann ofiarował grunt i drewno, ale sekcja ze Starégo Města pod Sněžníkem nie była sobie w stanie poradzić finansowo, zaciągnięto więc pożyczkę; otrzymano też 2000 koron od austriackiego ministerstwa pracy. Samo MSSGV nie potrafiło pomóc w większym stopniu, gdyż w tym czasie budowało m.in. kosztowną wieżę widokową na szczycie Pradziada. Z powodu tych trudności schronisko otwarto dopiero w 1912 (początkowo miało przyjmować turystów już w 1909).
Na uroczyste otwarcie przybyło około 1000 osób i orkiestra, wznoszono przemówienia i toasty za księcia Liechtensteina oraz cesarza austriackiego i niemieckiego. W budynku cztery pokoje wyposażył książę Jan, dwa sekcja z Ołomuńca, a po jednym Staré Město pod Sněžníkem, Wiedeń, Zábřeh i Králíky. Bieżąca woda dochodziła do pierwszego piętra.
Obok schroniska wybudowano także murowaną stajnię. Po podliczeniu wszystkich wydatków koszty budowy wyniosły od ponad 72 tysięcy koron (w lipcu 1913) do 85 tysięcy koron (obliczenia w 1917).
Pierwszym dzierżawcą został Franz Himmel zarządzający położonym po śląskiej stronie schroniskiem Schweizerei am Schneeberg, dzisiejszym schroniskiem „Na Śnieżniku”. Warunkiem było wprowadzenie austriackiej kuchni oraz serwowanie austriackich win.
W 1914 obiekt wynajęto Fritzowi Poppowi z Litovla, ale po wybuchu I wojny światowej schronisko zamknięto. Zaczęły się kradzieże i dewastacja; MSSGV musiała zatrudnić stróża, który zresztą szybko zrezygnował.

### Okres międzywojenny

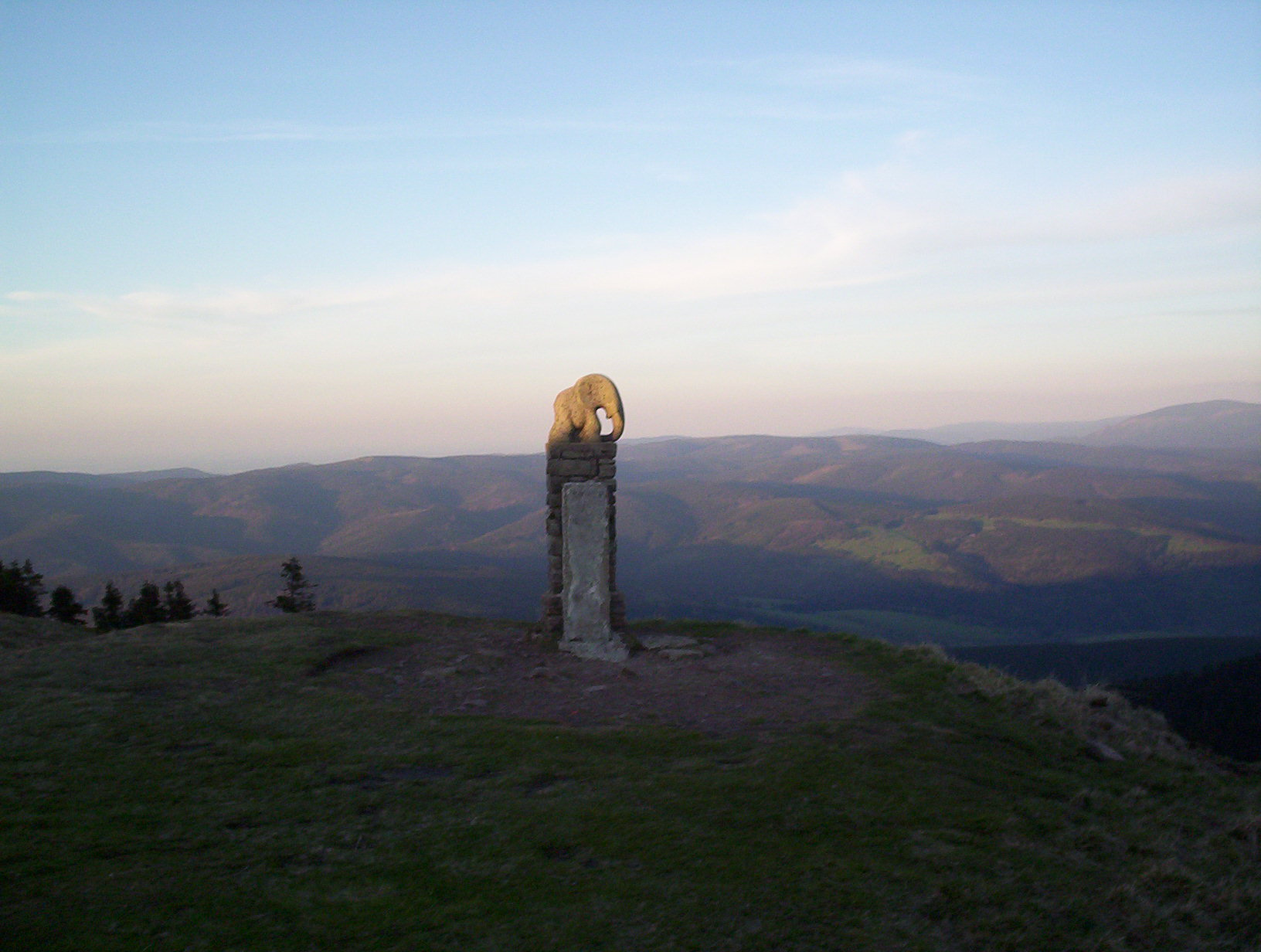
Rzeźba słonia – symbol schroniska i Śnieżnika

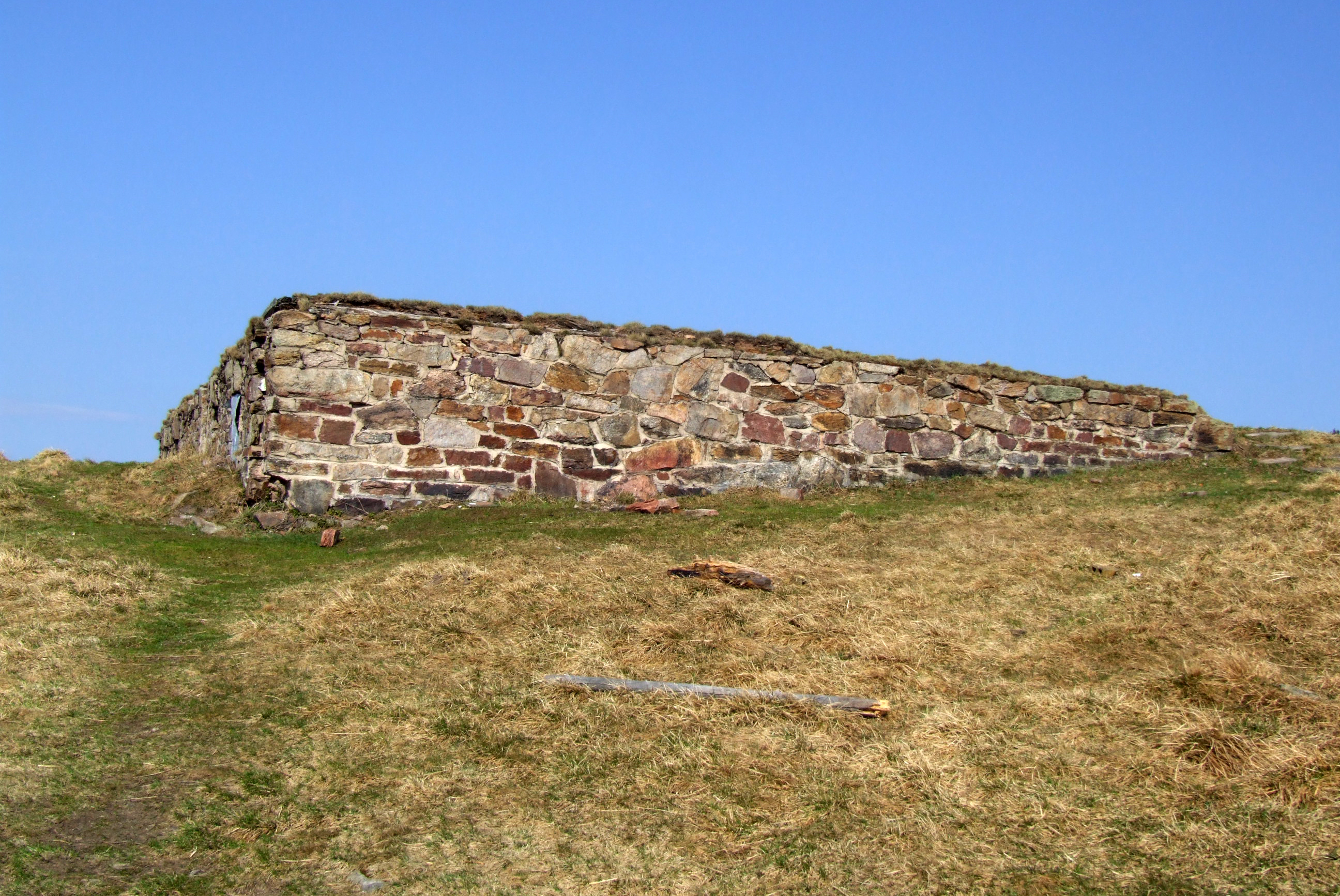
Zachowane piwnice schroniska

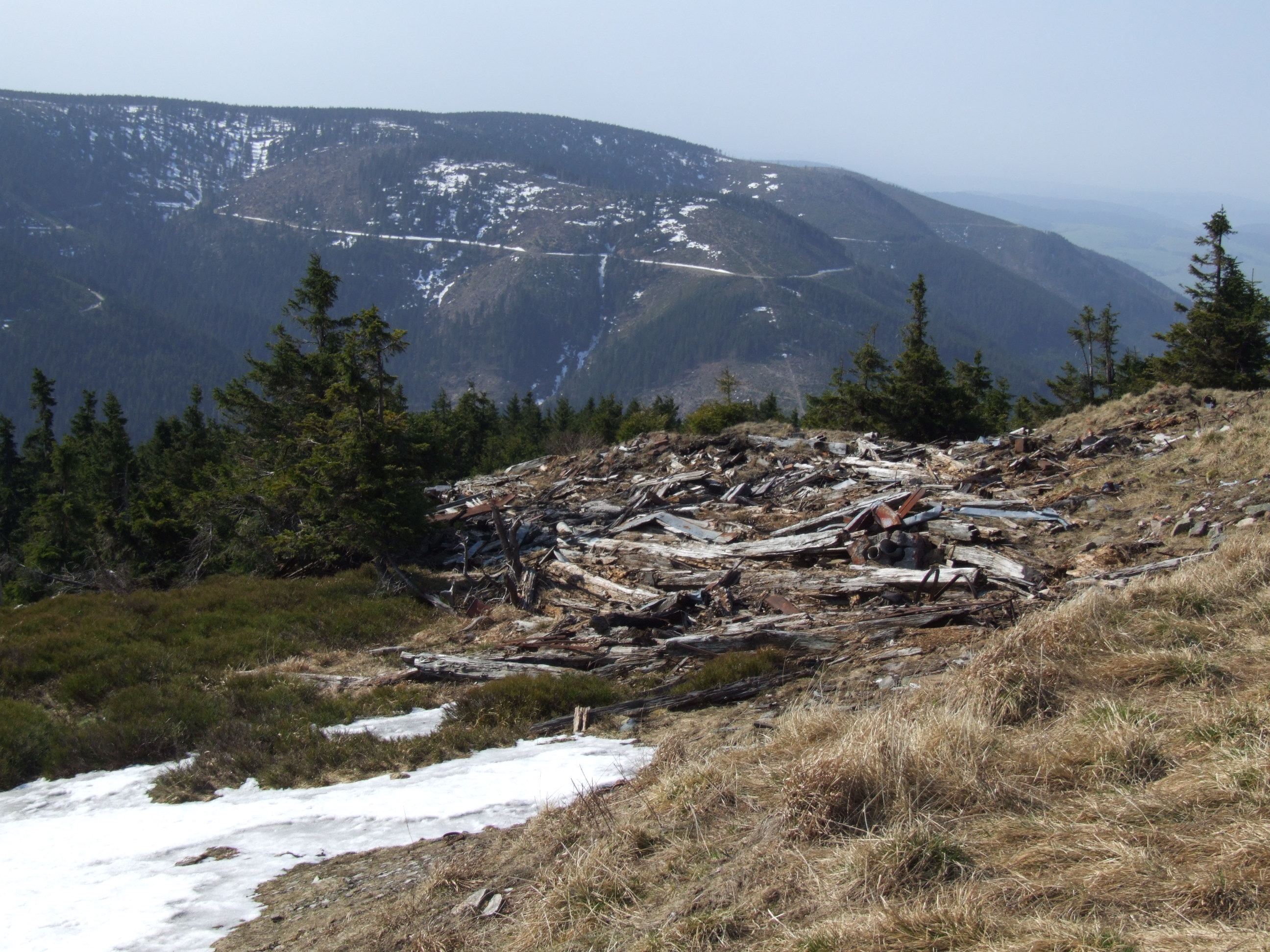
Pozostałości po schronisku

Schronisko otwarto ponownie w 1919, w zmienionych warunkach politycznych. Pierwszym dzierżawcą została Marie Pattermann, na którą zaczęły napływać wkrótce skargi – zarzucano jej złą kuchnię, brak dbałości o porządek oraz pijaństwo. Sekcja Staré Město pod Sněžníkem w 1921 wypowiedziała jej umowę, a kolejny najemca gospodarzył w nim tylko przez rok. Od 1922 dzierżawcami zostało małżeństwo Gutwinskich – Oskar, popularyzator turystyki górskiej i narciarstwa oraz jego żona Adele, którzy przeprowadzili remont, doprowadzili energię elektryczną (było to pierwsze zelektryfikowane schronisko w Jesionikach) i zbudowali nową stajnię. W 1925 otwarto połączenie telefoniczne. Obiekt uchodził wówczas za jeden z najlepiej wyposażonych w całym pasmie górskim.
W schronisku chętnie widziani byli również Czesi, a członkowie Klubu Czechosłowackich Turystów mieli takie same zniżki jak MSSGV (ci posiadali jednak pierwszeństwo w uzyskaniu noclegu).
W 1928 w wyniku reformy rolnej grunt pod schroniskiem przejęło państwo. Klub Czechosłowackich Turystów podjął próbę zawłaszczenia obiektu dla siebie (czynił tak wielokrotnie w innych częściach Czechosłowacji), ale działania te nie przyniosły skutku i administracja lasów państwowych wynajęła MSSGV na kolejne 30 lat z prawem pierwszeństwa do przedłużenia umowy.
W 1932 z okazji 20-lecia otwarcia schroniska członkowie grupy artystycznej Jescher ustawili przed obiektem rzeźbę białego słonia, będącą dziś symbolem Śnieżnika. W tym czasie schronisko było jednym z miejsc, w których spotykała się bohema artystyczna.
W 1934 schronisko miało 40 miejsc noclegowych i 50 materaców, ale w 1936 po zaostrzeniu przepisów granicznych ruch turystyczny wyraźnie się zmniejszył. Po śmierci męża Adele Gutwinski samodzielnie prowadziła obiekt, ale jako obywatelka niemiecka musiała opuścić Śnieżnik. Nowym dzierżawcą został Leo Stoppel, długoletni kelner.
W 1938 schronisko znalazło się w III Rzeszy, wraz z całym Krajem Sudetów. Wybuch kolejnej wojny światowej przyniósł znowu spadek liczby turystów, a Leo Stoppla około 1942 powołano do wojska; obiektem zarządzała wówczas jego żona. Budynek był nierentowny, były także kłopoty z dostarczaniem zaopatrzenia.

### Schronisko po 1945
Po wojnie rodzina Stoppel została wysiedlona z terenu Czechosłowacji i schronisko przejął Klub Czeskich Turystów. Pierwszym najemcą od 1947 był Slávek Chlup, który dwa lata później zbiegł na Zachód. W 1949 po likwidacji Klubu Czechosłowackich Turystów schronisko stało się własnością Sokoła. Nadal służyło turystom, ale było coraz bardziej zaniedbane, praktycznie w ogóle nie przeprowadzono remontów. W 1949 zlikwidowano połączenie telefoniczne. Zarządcy często się zmieniali. Ostatnimi byli od 1964 Otto Novák z żoną Liselotte.
5 sierpnia 1968 schronisko zostało zamknięte z powodu złego stanu technicznego. Nie powiodły się starania o przeprowadzenie remontu, w następstwie czego w sierpniu–wrześniu 1971 w wyniku decyzji władz czechosłowackich obiekt zburzono. Do dzisiaj pozostała rzeźba kamiennego słonia. Ponadto do 2021 znajdowały się tu piwnice (służące jako prowizoryczne schronienie) i resztki fundamentów (ok. 400 ton metali, drewna, betonu, eternitu i śmieci), w miejsce których ma powstać niski murek i miejsce wypoczynku. Odpady zostaną usunięte z wykorzystaniem śmigłowca. Przesadzono zarazem w inne miejsce 63 sztuki jastrzębca śnieżnickiego, endemitu występującego jedynie na kopule Śnieżnika.